# Sin and Punishment
Sin & Punishment (罪と罰～地球の継承者～?, Tsumi to Batsu: Hoshi no Keishousha, "peccato e punizione: successore della Terra") è un videogioco sviluppato da Treasure e pubblicato nel 2000 da Nintendo per Nintendo 64 solo in Giappone. È anche noto come Sin and Punishment: Successor to the Earth, che è la traduzione inglese del titolo originale, sebbene l'edizione occidentale non abbia sottotitoli. Convertito per Wii e Wii U, il gioco ha ricevuto un seguito dal titolo Sin and Punishment: Successor of the Skies.
Il protagonista del gioco, Saki Amamiya (サキ・アマミヤ?), è presente come personaggio non giocante in Super Smash Bros. Brawl e in Super Smash Bros. per Nintendo 3DS e Wii U.